# مورگاه کاکان
مورگاه کاکان، روستایی از توابع بخش مرکزی شهرستان بویراحمد در استان کهگیلویه و بویراحمد ایران است.

## جمعیت
این روستا در دهستان کاکان قرار دارد و براساس سرشماری مرکز آمار ایران در سال ۱۳۸۵، جمعیت آن ۶۱ نفر (۱۱خانوار) بوده‌است.